# شین سول یی
شین سول یی (کره‌ای: 신솔이؛ زادهٔ ۱۴ ژوئیهٔ ۲۰۰۴) ژیمناست هنری اهل کره جنوبی است. او نمایندهٔ کره جنوبی در بازی‌های المپیک تابستانی ۲۰۲۴ بوده است.